# Ględowo
Ględowo (deutsch Lichtenhagen, kaschubisch Glädòwò) ist ein Dorf in der polnischen Woiwodschaft Pommern und gehört zur Landgemeinde Człuchów (Schlochau) im Powiat Człuchowski (Kreis Schlochau).

## Geographische Lage
Das Dorf liegt in Westpreußen, drei Kilometer südöstlich der Stadt Człuchów (Schlochau) und etwa 185 Kilometer ostnordöstlich von Stettin. 

## Geschichte
Am 18. Juni 1874 wurde das damals Lichtenhagen genannte Dorf Verwaltungssitz und namensgebender Ort für den neu errichteten Amtsbezirk Lichtenhagen, der bis 1945 existierte. Der Ort lag im Landkreis Schlochau, der zum Regierungsbezirk Marienwerder in der preußischen Provinz Westpreußen, ab 1922 zur Provinz  Grenzmark Posen-Westpreußen und ab 1938 zum Regierungsbezirk Grenzmark Posen-Westpreußen in der Provinz Pommern gehörte. In den Amtsbezirk Lichtenhagen waren außer Lichtenhagen noch drei weitere Gemeinden eingegliedert: Deutsch Briesen (heute polnisch: Brzeźno), Niesewanz (Nieżywięć) und Richnau (Rychnowy).
In Lichtenhagen mit dem Ortsteil Augusthof (heute polnisch: Skarszewo) waren im Jahr 1910 578 Einwohner registriert. Ihre Zahl stieg bis 1925 auf 787, betrug 1933 721 und belief sich 1939 auf 708.
Im Jahr 1945 gehörte Lichtenhagen zum Landkreis Schlochau im Regierungsbezirk Grenzmark Posen-Westpreußen der preußischen Provinz Pommern des Deutschen Reichs. Das Dorf war Sitz des Amtsbezirks Lichtenhagen.
Gegen Ende des Zweiten Weltkriegs besetzte im Frühjahr 1945 die Rote Armee die Region. Nach Beendigung der Kampfhandlungen wurde der Kreis Schlochau mit Lichtenhagen zusammen mit Westpreußen und Hinterpommern  – militärische Sperrgebiete ausgenommen – seitens der sowjetischen Besatzungsmacht der Volksrepublik Polen zur Verwaltung überlassen. Von der polnischen Behörde wurde das Dorf nun unter der Bezeichnung „Ględowo“  verwaltet. In der Folgezeit wurde die einheimische Bevölkerung von der polnischen Administration aus dem Kreisgebiet vertrieben.
Heute gehört der Ort zur Gmina Człuchów (Landgemeinde Schlochau) im Powiat Człuchowski in der Woiwodschaft Pommern (1975 bis 1998 Woiwodschaft Słupsk).

## Kirche
Die Bevölkerung Lichtenhagens war vor 1945 zu zwei Drittel katholischer und ein Drittel evangelischer Konfession. Der Ort war bei beiden Kirchen nach Schlochau (heute polnisch: Człuchów) hin orientiert. 
Heute leben fast ausschließlich katholische Kirchenglieder in Ględowo. Der Bezug zu Człuchów ist in der Katholischen Kirche in Polen geblieben. Es besteht in der Kreisstadt ein eigenes Dekanat, das dem Bistum Pelplin zugeordnet ist. Hier lebende evangelische Kirchenglieder wohnen im Einzugsgebiet der Kirchengemeinde in Sępólno Krajeńskie (Zempelburg), einer Filialkirche von Bydgoszcz (Bromberg) in der Diözese Pommern-Großpolen der Evangelisch-Augsburgischen Kirche in Polen.

## Verkehr
Zu der Ortschaft führt die polnische Droga krajowa  25. Die nächste Bahnstation ist Człuchów an der Bahnstrecke Chojnice–Runowo Pomorskie (Konitz–Ruhnow), die am nördlichen Ortsrand verläuft.